# Канаполис (Баия)
Канаполис (порт. Canápolis) — муниципалитет в Бразилии. входит в штат Баия. Составная часть мезорегиона Крайний запад штата Баия. Входит в экономико-статистический микрорегион Санта-Мария-да-Витория, который входит в Крайний запад штата Баия. Население составляет 9938 человек на 2006 год. Занимает площадь 464,307 км². Плотность населения — 21,4 чел./км².
Праздник города — 19 июля.

## История
Город основан в 1962 году.

## Статистика
- Валовой внутренний продукт на 2003 год составляет 15 673 451,00 реалов (данные: Бразильский институт географии и статистики).
- Валовой внутренний продукт на душу населения на 2003 год составляет 1591,38 реалов (данные: Бразильский институт географии и статистики).
- Индекс развития человеческого потенциала на 2000 год составляет 0,625 (данные: Программа развития ООН).